# 丘亞河 (卡通河支流)

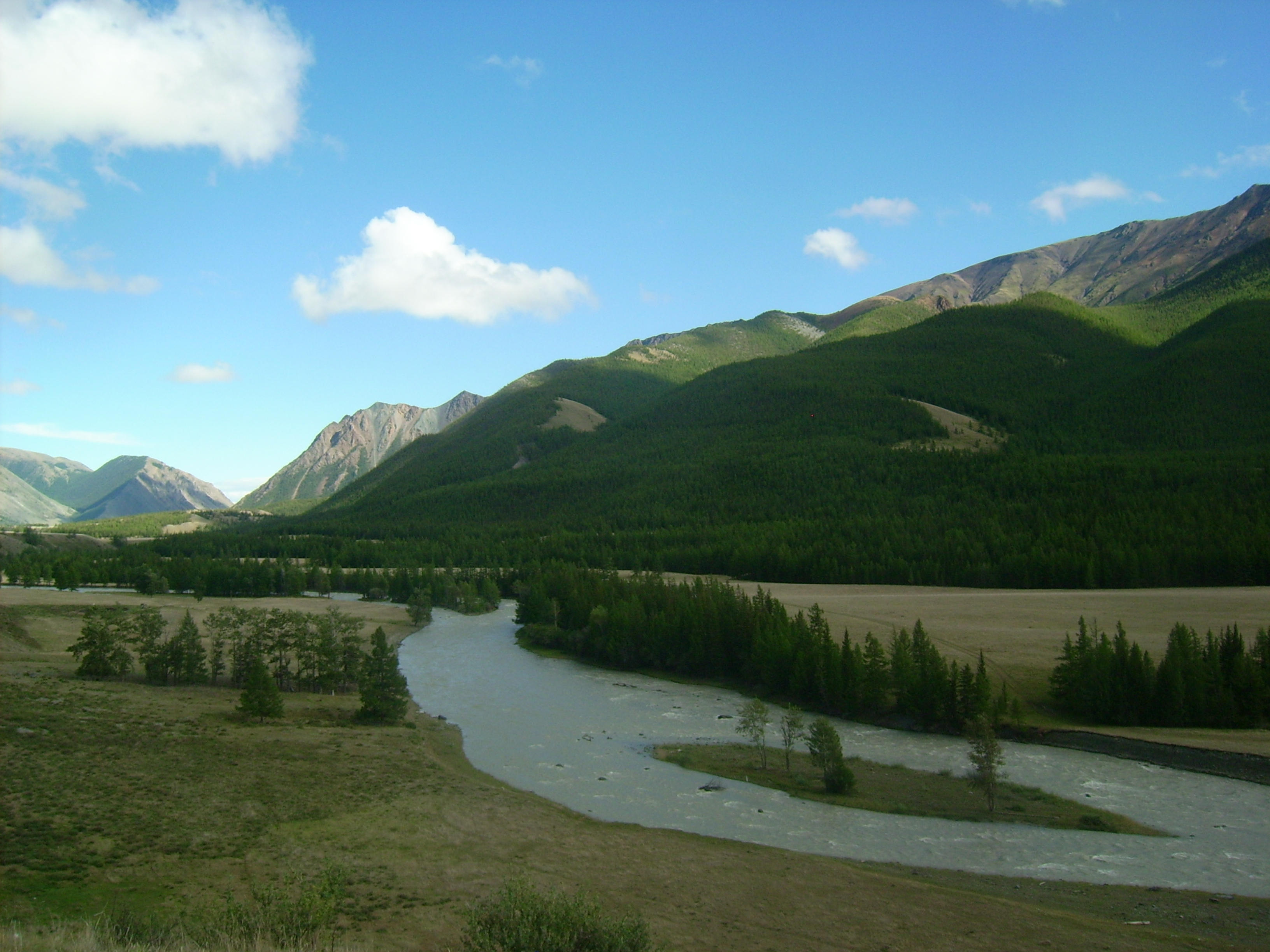

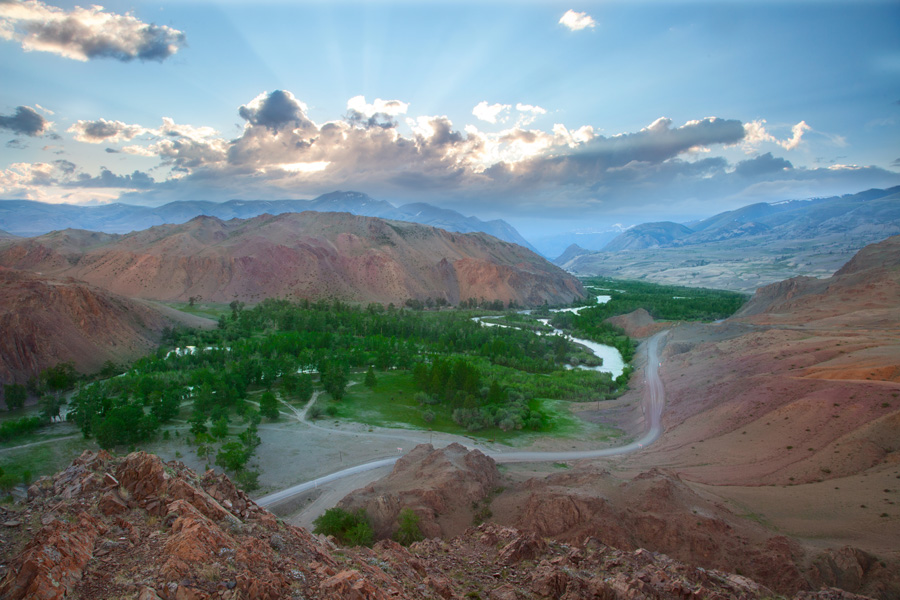

吹河（《清史稿》列传三百十一、《征乌梁海述略》用名），蒙古语称达尔钦图河（《清史稿》志五十三用名），俄语称丘亞河（Чуя），是位于今俄羅斯阿爾泰共和國的河流，屬卡通河的右支流，河流全長320公里，流域面積11,200平方公里，河水主要來自融雪，每年十一月至翌年五月結冰。
50°21′15″N 87°15′12″E / 50.354166676667°N 87.253333343333°E